# Café Lück

Steinweg 22, Ecke Theaterwall 1: „Café Lück“, und „Park-Hotel“ um 1910.

Das Café Lück, ab 1909 auch als Park-Hotel bezeichnet, war ein bekanntes und exklusives Café und Hotel in Braunschweig, das an der Ecke Steinweg 22/Theaterwall 1 von 1861 bis 1961 betrieben wurde. Es war Schauplatz zweier historisch bedeutsamer Ereignisse in der Zeit des Nationalsozialismus in Braunschweig.

## Geschichte

Der Steinweg um 1898: Rechts das 1861 von Constantin Uhde erbaute „Café Lück“

Das dreistöckige Gebäude wurde 1861 nach Plänen des Braunschweiger Architekten Constantin Uhde für den Konditor August Lück († 1870), „Hof-Traiteur u. Großherzogl. Hessischer Hoflieferant“, gebaut. Das Café wurde am 14. September 1861 eröffnet, nur gut zwei Wochen, bevor das nur wenige Meter entfernt schräg gegenüber liegende Staatstheater Braunschweig am 1. Oktober 1861 feierlich eingeweiht wurde.
Schon bald entwickelte sich das Café zu einem beliebten Treffpunkt für Künstler und Theaterleute in Braunschweig. Der „Glaskasten“ genannte, Wintergarten-ähnliche Vorbau auf der Ostseite sowie Musikkapellen, die im Kaffeegarten spielten, trugen zum exklusiven Ruf des Hauses bei. Viele lokale und nationale Künstler und Schauspieler wie zum Beispiel Heinz Rühmann besuchten das Café und wohnten im Hotel.
1895 übernahm Karl Kalms († 1938) das Haus und wandelte das Unternehmen in eine Aktiengesellschaft um, deren Direktor er wurde. Das Unternehmen trug fortan den Namen „Conditorei und Restaurant Café Lück“. In den Folgejahren erwarb die Gesellschaft mehrere Grundstücke in der Nachbarschaft des Cafés am Theaterwall und der Mauernstraße. Von 1908 bis 1909 ließ er das bestehende Gebäude nach Plänen des Architekten Otto Eggeling neu erbauen und gleichzeitig auch noch einen großen Hotelkomplex, das „Park-Hotel“, anbauen. Die Neueröffnung von Café und Hotel fand am 1. September 1909 statt.
Das Hotelgebäude wurde während des Zweiten Weltkrieges 1944 zwar beschädigt, überstand ansonsten jedoch – im Gegensatz zu seiner unmittelbaren Umgebung – den verheerenden Bombenangriff vom 15. Oktober 1944 auf die Stadt. Nach dem Kriegsende beschlagnahmten die Alliierten das Gebäude und nutzen es bis 1952. Bis zu seinem Abriss 1961 diente es wieder als Hotel. Heute steht an gleicher Stelle ein modernes Gebäude, in dem sich unter anderem das „Café Haertle“ befindet.

## Historischer Ort
Im „Café Lück“ fanden zwei für die jüngere Geschichte von Stadt und Land Braunschweig bedeutsame Ereignisse statt. Sie stehen in direktem Zusammenhang mit Aufstieg und Ende des Nationalsozialismus in Braunschweig.
Karl-Joachim Krause bezeichnete diese beiden Ereignisse am selben Ort in seinem 1994 erschienenen Buch Braunschweig zwischen Krieg und Frieden. Die Ereignisse vor und nach der Kapitulation der Stadt am 12. April 1945 als „Treppenwitz der Geschichte“:

„Anfang und Ende des nationalsozialistischen Regimes in Braunschweig lassen sich also am selben Ort festmachen.“

### Einbürgerung Adolf Hitlers
Das erste Ereignis fand am 17. Februar 1932 statt: Im Café trafen sich gegen 22:00 Uhr der NSDAP-Politiker Ernst Zörner, Präsident des Braunschweigischen Landtages und Freund Adolf Hitlers sowie Zörners Schwager, der Braunschweiger Unternehmer Carl Heimbs (Heimbs Kaffee), Vorstandsmitglied der Deutschen Volkspartei (DVP) sowie wahrscheinlich auch Friedrich Alpers, NSDAP-Mitglied, Braunschweigischer Minister sowie Angehöriger von SA- und SS. Aus der Berliner Parteizentrale der NSDAP war außerdem extra für diese Besprechung Hitlers juristischer Berater Hans Frank angereist.
Grund des Zusammentreffens waren die seit etwa 1925 – zum Teil konspirativ – betriebenen Versuche zur Einbürgerung Adolf Hitlers. Nachdem mehrere dieser Versuche in den vorangegangenen Jahren zum Teil spektakulär gescheitert waren, waren etliche NSDAP-Politiker und nationalkonservative Abgeordnete des Braunschweigischen Landtages seit Anfang 1932 damit beschäftigt, Hitler die für die Reichspräsidentenwahlen am 13. März 1932 notwendige deutsche Staatsbürgerschaft zu verschaffen. Dazu sollte Hitler vom Land Braunschweig – nicht von der Stadt Braunschweig – die Stelle eines Regierungsrates in der braunschweigischen Gesandtschaft beim Reichsrat in Berlin verschafft werden.
Das Treffen endete damit, dass sich Heimbs anbot, diesbezüglich bei Heinrich Wessel (DVP), Vizepräsident des Braunschweigischen Landtages, vorstellig zu werden und sich für die Einbürgerung Hitlers einzusetzen. Hitler wurde daraufhin nur eine Woche später, am 25. Februar 1932, vom Land Braunschweig als Regierungsrat beim Landeskultur- und Vermessungsamt mit Dienstpflicht als Sachbearbeiter bei der Braunschweigischen Gesandtschaft in Berlin angestellt.
Ulrich Menzel bezeichnet „das Treffen im Parkhotel [als] das Schlüsselereignis, das erkläret [sic!], warum trotz der vielen Bedenken und Widerstände die Einbürgerung [Hitlers] doch noch rechtzeitig zustande gekommen ist.“ Diese Einschätzung teilte auch der Historiker und Politiker Ernst August Roloff, Gründer der Bürgerlichen Einheitsliste (BEL).

### Übergabe der Stadt Braunschweig
Das zweite Ereignis fand in den frühen Morgenstunden des 12. April 1945 statt. Weniger als einen Monat vor dem Ende des Zweiten Weltkriegs näherten sich Verbände der 30. US-Infanteriedivision der 9. US-Armee von Westen kommend Braunschweig, um die schwer zerstörte Stadt nach Möglichkeit kampflos einzunehmen.
Nachdem die Kapitulationsverhandlungen an der Wedtlenstedter Schleuse (etwa 10 km westlich vom Stadtzentrum) zwischen Leland S. Hobbs, dem kommandierenden General der 30. US-Infanteriedivision und Generalleutnant Karl Veith, dem letzten Kampfkommandanten Braunschweigs am Abend des 10. April bereits nach wenigen Minuten gescheitert waren und die Stadt am 11. April stundenlang von schwerer Artillerie beschossen wurde, fuhren abends mehrere US-Fahrzeugkolonnen auf verschiedenen Routen in die Stadt, um diese zu erkunden und die Übergabe der Stadt zu vollziehen. Das Problem der US-Truppen war, dass sie keine Stadtpläne von Braunschweig hatten.

Haupteingang zu Café und Hotel um 1911. Rechts der „Glaskasten“, hier trafen Deutsche und Amerikaner in der Nacht vom 11. auf den 12. April 1945 zusammen.

Wohl um sich Kartenmaterial zu beschaffen, hielten deshalb kurz nach 01:00 Uhr am 12. April vier US-Fahrzeuge mit einem Lieutenant und einigen Soldaten vor dem „Glaskasten“ des Café Lück, das sie offenbar für einen Taxistand gehalten hatten. Sie betraten das Gebäude und studierten gerade einen Stadtplan, als eine Polizeistreife eintrat und ihnen mitteilte, dass der Bürgermeister Erich Bockler (zu diesem Zeitpunkt noch keine zehn Stunden im Amt) sie sprechen wolle. Bereits Stunden zuvor hatte Dietrich Klagges, Ministerpräsident des Landes Braunschweig, den Direktor des Park-Hotels Hans Joachim Kalms aufgefordert, sich wegen seiner guten Englischkenntnisse als Dolmetscher für Verhandlungen mit den Amerikanern bereitzuhalten. So gingen die Amerikaner zunächst zusammen mit Kalms in das Ministerium, wo Klagges allerdings nicht aufzufinden war. Schließlich gingen alle in den nahen Polizeibunker in der Münzstraße, wo das nur zweiseitige Protokoll der Übergabe am 12. April 1945 um 02:59 Uhr von Erich Bockler und Polizeihauptmann Karl-Heinz Stahl unterzeichnet und den Amerikanern übergeben wurde. Der Krieg war damit für Braunschweig beendet.